# Wie verrückt und aus tiefstem Herzen
Wie verrückt und aus tiefstem Herzen (Truly Madly Deeply) ist eine englische Tragikomödie von 1991. Regie führte der sechs Jahre später für Der englische Patient oscarprämierte Anthony Minghella. Sie spielt im Großbritannien der Gegenwart.

## Handlung
Der Film beginnt mit Ninas Leben nach dem Tod ihres Freundes Jamie, der völlig unerwartet an einer simplen Halsentzündung gestorben ist. Nina versucht, mit ihrer Trauer über seinen plötzlichen Tod fertigzuwerden, doch Jamie ist ständig in ihrem Leben präsent. Tag und Nacht denkt sie an ihn, spricht sogar in Gedanken mit ihm. Ihre Kollegen, Freunde und ihre Schwester versuchen der jungen Frau bei ihrer Trauer zu helfen. In der ersten halben Stunde lernt man die Leute kennen, die sie umgeben, ihren Chef, eine Psychologin, bei der sie Therapiesitzungen zur Trauerbewältigung nimmt, ihre chilenische Freundin und den sie verehrenden Polen Titus, der sich darum reißt, ihr nicht nur handwerklich beiseitezustehen.
Völlig hysterisch reagiert sie, als ihre Schwester vorsichtig nachfragt, ob sie das Cello für ihren Sohn haben könnte, da Nina ohnehin nichts damit anfangen kann – es ist das Einzige, was ihr von Jamie geblieben ist. Eine Erinnerung an schöne gemeinsame Stunden, in denen er das Cello spielte und sie Klavier.

Ihre Wohnung verkommt, Ratten machen sich bei ihr breit. Nina kann die Vergangenheit einfach nicht loslassen.
Als sie glaubt, ihr Leben nicht mehr ertragen zu können, geschieht das Unerwartete: Sie hört Jamies Cello erklingen, wie oft in der vergangenen Zeit in ihren Träumen. Aber diesmal ist es Realität, Jamie ist zurückgekehrt und sitzt tatsächlich Cello spielend in ihrem Wohnzimmer. Es folgt eine Zeit, in der sie einfach nur glücklich ist, doch langsam wird ihr bewusst, dass die Erinnerung doch vieles verklärt hat, sie ihn auf einen zu hohen Sockel gestellt hatte – seine ständig alles bestimmende Art völlig vergessen oder verdrängt hatte. Dann nerven sie auch seine Geister-Freunde, die Tag und Nacht in der Wohnung herumhängen und Fernsehen und Video gucken.
Sie lernt den Psychologen und Hobbyzauberer Mark kennen und gerät in einen Gewissenskonflikt, da daheim ihr Geliebter Jamie wartet, der ihretwegen von den Toten zurückgekehrt ist. Aber ist sie wirklich glücklich mit ihm oder versucht sie nur, sich dies einzureden? Erste Zweifel werden von ihr zerstreut, lassen sie dann aber nicht mehr los. Langsam begreift sie, dass Jamie lediglich zurückgekommen ist, um ihr die Möglichkeit zu geben, sich gegen ihn zu entscheiden. Mit dieser Erkenntnis ist sie frei, ein neues Leben ohne ihn zu führen, vielleicht mit einem neuen Mann an ihrer Seite, und Jamie kann getrost wieder ins Reich der Toten zurückkehren.

## Auszeichnungen
- Der Film wurde ausgezeichnet von der British Film and Television Academy und der Writer’s Guild of Great Britain
- Das Australian Film Institute Award zeichnete Wie verrückt aus tiefstem Herzen als „Besten Film“ aus.
- Der Regisseur Anthony Minghella wurde vom Londoner Film Critics Circle zum Besten Newcomer gewählt.

## Kritiken
- epd Film 9/1991: Minghella gelingt es, … die Balance zu halten zwischen Scherz und tieferer Bedeutung. Sein Film ist keine theologische Meditation über das Leben nach dem Tod und – trotz trauriger Streicherklänge – auch kein Melodram. Minghella hat sich auch zu keiner allzu flachen Komödie verleiten lassen. Dies ist wohl vor allem den glänzenden Schauspielern zu verdanken …
- film-dienst 18/1991: Moderne, konsequent weitergedachte Variante des „Orpheus und Eurydike“-Stoffes, die das Problem der Einsamkeit und des „Loslassens“ in der heutigen Gesellschaft thematisiert. Trotz der komödiantischen Form ein ernstzunehmender Film, der durch seine elegant-leichte Machart und die großartigen Hauptdarsteller überzeugt.